# Theta Pyxidis
Theta Pyxidis (θ Pyxidis, förkortat Theta Pyx, θ Pyx) som är stjärnans Bayerbeteckning, är en vid ensam stjärna belägen i den nordöstra delen av stjärnbilden Kompassen. Den har en skenbar magnitud på 4,72 och är synlig för blotta ögat där ljusföroreningar ej förekommer. Baserat på parallaxmätning inom Hipparcosuppdraget på ca 6,5 mas, beräknas den befinna sig på ett avstånd på ca 500 ljusår (ca 150 parsek) från solen.
Theta Pyxidis rör sig genom Vintergatan med en hastighet av 22,8 km/s i förhållande till solen. Den projicerade galaktiska banan ligger mellan 21 200 och 24 700 ljusår från galaxens centrum. Den kom närmast solen för 5,8 miljoner år sedan och hade då magnitud 3,12 vid ett avstånd av 241 ljusår.

## Egenskaper
Theta Pyxidis är en röd jättestjärna av spektralklass M0.5 III. och en halvregelbunden variabel med två uppmätta perioder på 13 och 98,3 dygn och en genomsnittlig skenbar magnitud på 4,71. Den har en radie som är ca 54 gånger större än solens och utsänder från dess fotosfär ca 970 gånger mera energi än solen vid en effektiv temperatur på ca 3 800 K.